# Väinö Huhtala
Väinö Huhtala (né le 24 décembre 1935 à Siikajoki et mort le 18 juin 2016 à Jämsä) est un fondeur finlandais.

## Palmarès

### Jeux olympiques
| Épreuve / Édition | Squaw Valley 1960 | Innsbruck 1964 |
| 15 km             | 13e               | 4e             |
| 30 km             |                   | 14e            |
| 4 × 10 km         | Or                | Argent         |

### Championnats du monde
| Épreuve / Édition | Zakopane 1962 |
| 4 × 10 km         | Argent        |